# Masami Ihara
Masami Ihara (jap. 井原 正巳, Ihara Masami; * 18. September 1967 in Minakuchi, heute Kōka, Shiga) ist ein ehemaliger japanischer Fußballspieler und -trainer. Mit 122 Einsätzen war er japanischer Rekordnationalspieler. Er wurde von Yasuhito Endō am 16. Oktober 2012 als Rekordhalter abgelöst.

## Leben
Ihara ging nach seinem Universitätsabschluss an der Universität Tsukuba in Tsukuba, Präfektur Ibaraki zum Nissan Motor FC, heute bekannt als Yokohama Marinos, und kämpfte sich durch die Jugendmannschaften, bis er sich zum Schlüsselspieler des Teams entwickelte. Für seinen Verein wurde er ein so bedeutender Spieler, dass er von vielen Fans Mister Marinos genannt wurde. Er bildete das Rückgrat der Mannschaft und half zusätzlich viele junge Talente in die Mannschaft zu integrieren, wie zum Beispiel Yoshikatsu Kawaguchi und Shunsuke Nakamura.

## Karriere
Masami Ihara gehörte in den 1990ern zu den besten japanischen Fußballspielern und war etwa ein Jahrzehnt lang Kapitän der japanischen Nationalmannschaft. Der Verteidiger bildete zusammen mit dem Stürmer Kazuyoshi Miura und dem in Brasilien geborenen Mittelfeldspieler Ruy Ramos die Achse der Nationalmannschaft. Mit 122 Einsätzen in den Jahren 1988 bis 1999 in der Nationalelf ist er japanischer Rekordnationalspieler, dabei schoss er fünf Tore. Bei der Fußball-Weltmeisterschaft 1998 war Iharas Erfahrung bei Japans erster Weltmeisterschaftsteilnahme entscheidend. Zusammen mit seinen Mitspielern Yutaka Akita, Naoki Soma und Akira Narahashi war er das Rückgrat des Teams. Er war zwar nicht der Schnellste, jedoch lagen seine Stärken ganz woanders. Seine körperliche Verfassung und die Fähigkeit das Spiel zu lesen, brachten dem japanischen Team große Vorteile. Außerdem war er kopfballstark und ein großer Führungsspieler und wurde deshalb vom japanischen Fußballverband hoch gelobt. Nachdem er die Yokohama Marinos verlassen hatte, spielte er noch eine Saison bei Júbilo Iwata und wechselte anschließend noch für zwei weitere Jahre zu den Urawa Reds, bevor er seine Karriere endgültig beendete und Trainer wurde, zuerst als Assistenztrainer 2009 und 2013 bei Kashiwa Reysol. Für die Saison 2015 wurde er bei Avispa Fukuoka als Trainer verpflichtet.

## Erfolge
- Ihara wurde im Jahr 1995 als Asiens Spieler des Jahres ausgezeichnet
- In den fünf Jahren zwischen 1993 und 1997 wurde er ununterbrochen in die Japanische Elf des Jahres gewählt